# Josef Sandberg
Josef (Jocke) Emanuel Sandberg, född 8 juni 1896 i Tranås, död 16 mars 1986 i Märsta, Husby-Ärlinghundra församling, var en svensk målare och tecknare.

## Biografi
Josef Sandberg var son till målarmästaren Johan Alfrid Sandberg och bokhandlaren Emma Kristina Pettersson samt från 1928 gift med Siri Erika Gustafsson. Sandberg började teckna och måla redan som barn och fick då en viss vägledning av sin fars vän, konstnären Herman Norrman. Omkring 1910–1912 studerade Sandberg konst vid Tranås tekniska aftonskola men var då helt inriktad på att bli bokhandlare. Under sina läroår vid en bokhandel i Göteborg passade han på att teckna kroki vid Valands krokikurser 1917–1920 innan han flyttade till Stockholm för att arbeta i en bokhandel. Där lärde han känna Harry Martinson som uppmanade honom att fortsätta sina konststudier och helt ägna sig åt konsten. Han studerade vid Otte Skölds målarskola 1928–1931 och debuterade i en utställning tillsammans med Curt Clemens och Ragnar Sandberg på Svensk-franska konstgalleriet 1940. Utställningen fick bra kritik och han övergav bokhandeln och sökte sig till Norrland och Lofoten där han förde en nomadiserande tillvaro under några år. Separat ställde han bland annat ut på Gummesons konsthall 1945, Eskilstuna konstmuseum 1948, Modern konst i hemmiljö 1951 och i Gävle 1962. Han medverkade i grupputställningar på De ungas salong, Liljevalchs Stockholmssalonger och på Svensk-franska konstgalleriet samt medverkade i samlingsutställningar arrangerade av Riksförbundet för bildande konst. Hans konst består huvudsakligen av landskap. Vid sidan av sitt eget skapande utförde han även tidskriftsillustrationer och bokomslag. Sandberg finns representerad vid Jönköpings läns museum. Makarna Sandberg är begravda på Norra begravningsplatsen utanför Stockholm.

### Webbkällor
- Sandberg, Josef Emanuel på SvenskaGravar.se